# Świeca Jabłoczkowa

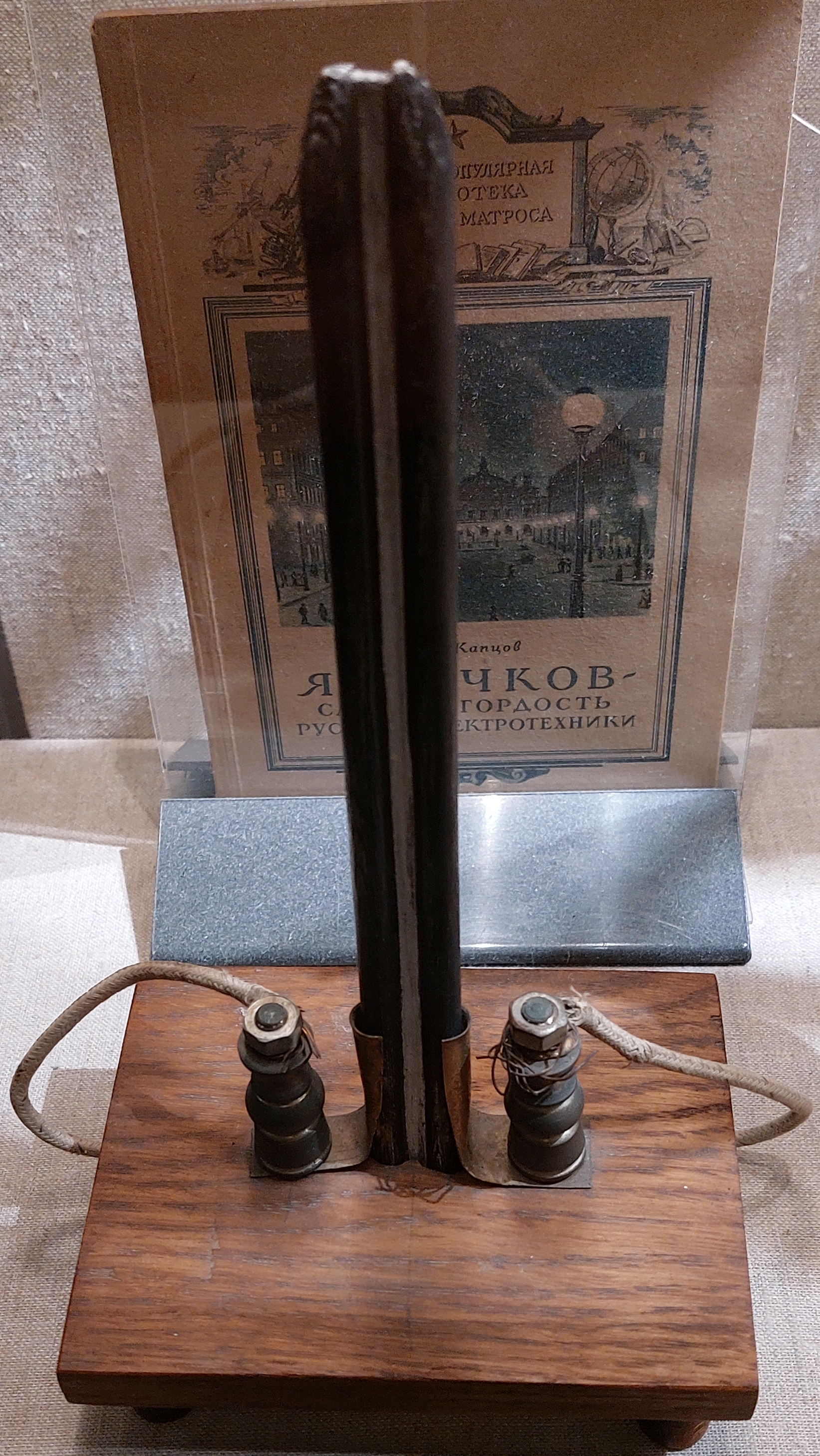
Świeca Jabłoczkowa

Świeca Jabłoczkowa – lampa łukowa z dwiema elektrodami węglowymi ustawionymi równolegle względem siebie i kaolinowym izolatorem między nimi, bez regulatora odstępu między elektrodami. 
Skonstruowana przez Pawła Jabłoczkowa w 1876 r. Szerszej publiczności zostały zaprezentowane podczas wystawy w Paryżu w 1878 r. Było to pierwsze praktyczne elektryczne źródło światła, działające ponad 1,5 godziny. Wykorzystywane były głównie w latarniach ulicznych oraz w teatrach.